# Giulio Rosati (neurologo)
Giulio Rosati (Parma, 2 gennaio 1943 – Fertilia, 15 agosto 2016) è stato un neurologo, epidemiologo e rugbista a 15 italiano.
Ha ricoperto la carica di Preside della facoltà di Medicina dell'Università di Sassari dal 1997 al 2006.

## Formazione

### Studi
Dopo essersi diplomato al Liceo Scientifico Marconi di Parma si iscrisse alla facoltà di medicina, per poi specializzarsi nel 1968 in Clinica delle Malattie Nervose e Mentali. Cominciò la carriera universitaria inizialmente come assistente incaricato presso l'istituto di fisiologia dell'Università di Parma sino al trasferimento a Sassari come assistente ordinario presso la Clinica delle Malattie Nervose e Mentali dell'Università sassarese.

### Il rugby

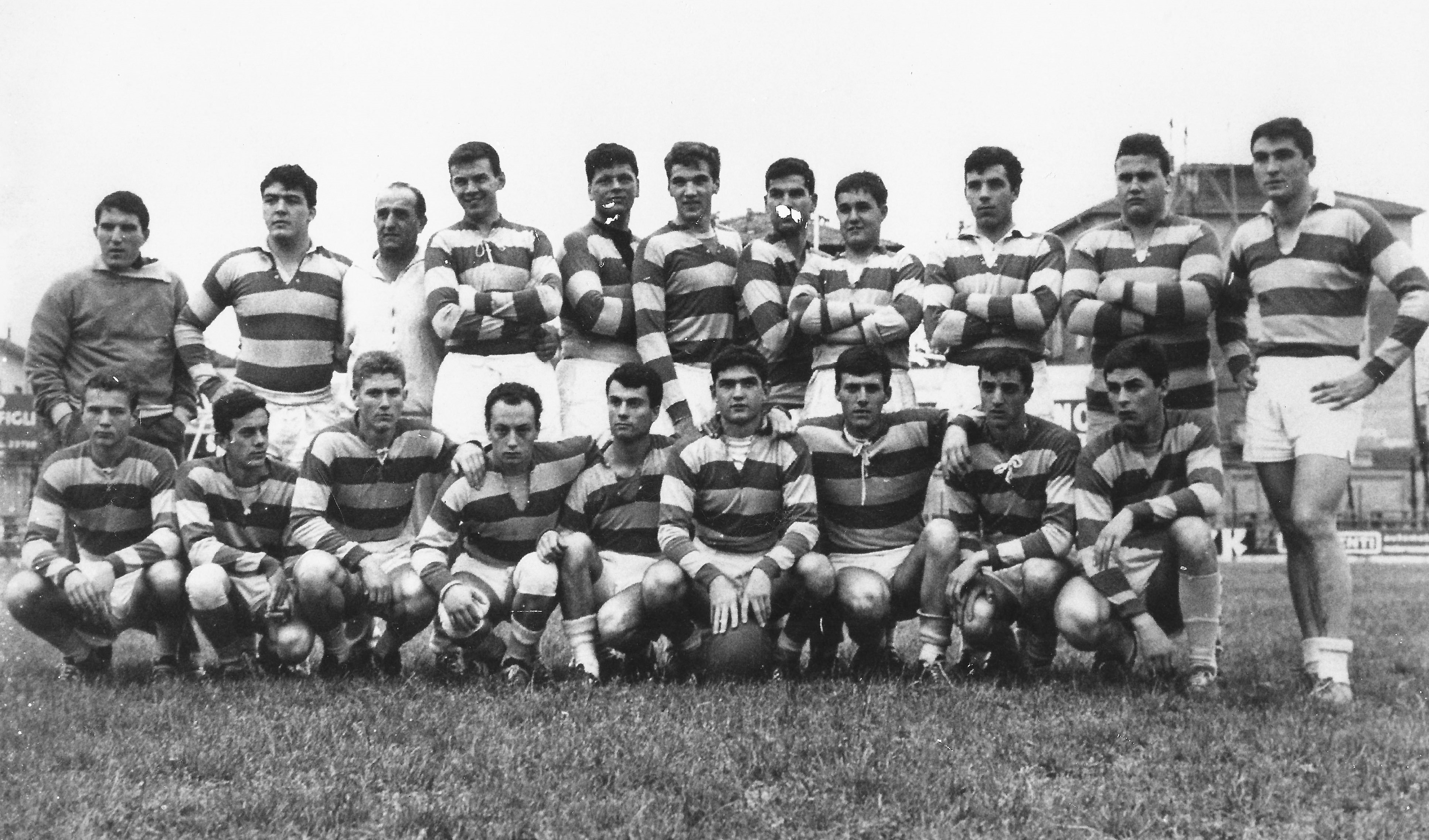
La squadra del Rugby Parma. Giulio Rosati è il terzo in basso da sinistra. Si riconoscono in piedi: Amoretti, Degli Antoni (capitano), Botti (massagg.), Ziliotti, Bertoli, Schianchi, Vené, Pezzani, Paggiarin, Chierici. Accosciati: Piantella, Comani, Rosati, "Lollo" Vender, Calzolari, Rossi, Grassi, Ghidelli, Bertozzi.

Da giovane negli anni dal 1960 al 1968 giocò a rugby nelle file del Parma nel ruolo di tre quarti centro ed ala. Con i colori del Parma vinse il campionato nazionale giovanile 1961-1962 e diventò poi titolare nella squadra che nel campionato 1963-64 arrivò prima a pari merito col Rovigo, ricevendo successivamente anche la convocazione in nazionale.
Nel 1969 lasciò definitivamente la attività agonistica per dedicarsi completamente alla carriera universitaria anche se la passione per il rugby e per la squadra di Parma non lo abbandonò mai; nel 2017 la sua figura di sportivo venne ricordata con la consegna del "Trofeo Giulio Rosati"
istituito dal Progetto Rugby Parma.

## Carriera accademica

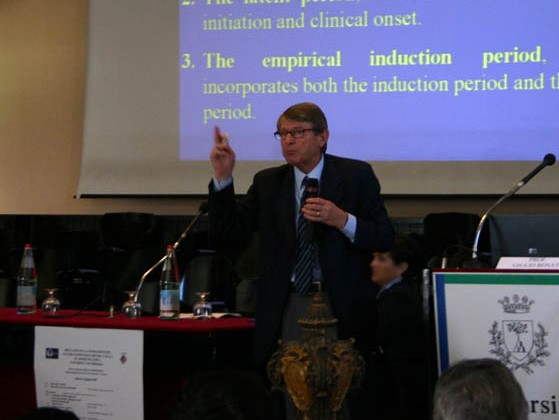
Giulio Rosati durante un intervento ad un congresso all'Università di Ferrara (2007)

Arrivò a Sassari una prima volta nel 1969 a seguito del suo maestro Mirko Carreras. Dopo un intervallo tra il 1982 e il 1986 per un incarico a Ferrara tornò nuovamente a Sassari dove divenne professore associato e poi professore ordinario di Neurologia e Direttore dell'Istituto di Clinica Neurologica e Primario del Reparto Clinico. Qui cominciò ad occuparsi di sclerosi multipla osservando come la Sardegna fosse un’area ad alto rischio e presentasse a livello mondiale la maggiore percentuale di malati rispetto alla popolazione. I suoi studi nel campo ed i risultati clinici che ottenne lo portarono alla nomina nel 1996 a direttore regionale del Centro Regionale Sclerosi Multipla (SM). Per le sue competenze scientifiche fu chiamato a collaborazioni con numerosi istituti di ricerca tra cui le università di Oxford ed Harvard, l’Istituto Karolinska di Stoccolma ed il Max Planck tedesco
.
Nel 1997 diventò Preside della facoltà di medicina e lo restò sino al suo ritiro nel 2006. Per l’importanza dei suoi studi con decreto del Ministero dell'Istruzione dopo il suo ritiro fu nominato Professore emerito
.
I suoi principali settori di ricerca sono stati la neuroepidemiologia, l'epidemiologia genetica, l'immunologia e terapia della sclerosi multipla, la neurofisiologia clinica, i disordini delle funzioni cognitive, epilessia e neuroftalmologia. È stato autore di 458 pubblicazioni.

## Contributi scientifici
La sua attività scientifica è stata particolarmente dedicata all’approfondimento delle ricerche nei campi della neuroepidemiologia e della neurofisiologia clinica. È stato coordinatore di numerosi progetti di ricerca ed i risultati da lui ottenuti nel settore dell’epidemiologia della sclerosi multipla in Sardegna sono stati determinanti nell’indicare come l’elevato rischio di malattia nell’isola fosse espressione dell'interazione tra specifiche esposizioni a fattori ambientali ed una particolare suscettibilità genetica alla malattia nella popolazione sarda.

Oltre alle pubblicazioni di carattere specialistico, tra le sue opere più note in ambito universitario è il testo Manuale di Neuroepidemiologia Clinica, scritto insieme a Enrico Granieri.